# Szeptember 27.
Szeptember 27. az év 270. (szökőévben 271.) napja a Gergely-naptár szerint. Az évből még 95 nap van hátra.
Névnapok: Adalbert + Damján, Damos, Demény, Demjén, Denton, Döme, Dömjén, Dömös, Floransz, Florencia, Florentin, Florentina, Karola, Károly, Kósa, Kozima, Kozma, Mirabel, Mirabella, Vince

## Események
- 1540 – III. Pál pápa engedélyezi a Loyolai Szent Ignác által alapított Jézus Társasága (Societas Jesus, Jezsuita rend) működését.
- 1786 – Born Ignác arany- és ezüstércek amalgámozásának tökéletesítésével foglalkozó eljárásának megismerésére a Selmecbánya melletti Szklenóra gyűltek össze korának legjelesebb bányászai, kohászai, ahol a bemutatót követően Born kezdeményezésére megalakították az első nemzetközi tudományos társaságot Societät der Bergbaukunde néven.
- 1821 – A Három Garancia Hadserege, élén Agustín de Iturbidével bevonul Mexikóvárosba, ezzel lezárul a 11 éve tartó mexikói függetlenségi háború.
- 1825 – A vasút születésnapja: az első vaspálya megnyitása Angliában, Stockton és Darlington között.
- 1848 – Lamberg Ferenc ideiglenes nádori kinevezését a magyar országgyűlés érvénytelennek nyilvánítja.
- 1849 – Klapka György tábornok aláírja a komáromi vár megadásáról szóló dokumentumot.
- 1863 – Hamburgban megnyílik az újjáépített Szent Miklós-templom.
- 1884 – A budapesti operaház ünnepélyes megnyitása.
- 1908 – Elkészül az első Ford „T” Modell.
- 1920 – Megkezdi működését a Magyar Királyi Honvéd Hadiakadémia (ma Zrínyi Miklós Nemzetvédelmi Egyetem).
- 1937 – A New York állambeli Albionban megnyílik az első Mikulás-iskola.
- 1938 – Vízre bocsátják a Queen Elizabeth óceánjárót Glasgow-ban.
- 1939 – Lengyelország 19 napos ellenállás után kapitulál az országba betört német inváziós haderő előtt.
- 1940 – Megalakul a Berlin-Róma-Tokió tengely Németország, Olaszország és Japán részvételével.
- 1940 – Magyarországon megalakul az egységes Nyilaskeresztes Párt, Szálasi Ferenc vezetésével.
- 1959 - átadják a forgalomnak az újraépített tokaji Tisza-hidat.
- 1961 – Sierra Leone lesz a ENSZ 100. tagja.
- 1962 – Az USA MIM–23 Hawk típusú légvédelmi rakétákat ad el Izraelnek.
- 1964 – A Warren Bizottság lezárja a Kennedy-gyilkosság vizsgálatát. A jelentés Lee Harvey Oswaldot magányos elkövetőként jelöli meg.
- 1984 – Díszelőadással nyitják meg a felújított 100 éves budapesti operaházat.
- 1986 – Battonyán felavatják az első magyarországi S.O.S. gyermekfalut.
- 1987 – Átadják a felújított Ráday Kollégiumot Budapesten, a Református Egyház művelődési és oktatási intézményének otthonát.
- 1987 – A lakiteleki találkozó. Hivatalos címe „A magyarság esélyei” . Az MDF megalakulásának tekintik. A találkozó nyilatkozattal zárul.
- 1996 – Tálib hatalomátvétel Afganisztán fővárosában, Kabulban, Mohammed Nadzsibullah korábbi elnököt elnököt kivégzik, rendszerét megdöntik.
- 1999 – Három új holdat fedeznek fel az Uránusz bolygó körül.
- 2007 – Elindul az amerikai Dawn űrszonda a Ceres és Vesta kisbolygók vizsgálatára.
- 2022 — Első kísérlet, a NASA eltérít egy aszteroidat.

## Sportesemények
Formula–1
- 1981 –  kanadai nagydíj, Montreal - Győztes: Jacques Laffite  (Ligier Matra)
- 1987 –  spanyol nagydíj, Jerez - Győztes: Nigel Mansell  (Williams Honda Turbo)
- 1992 –  portugál nagydíj, Estoril - Győztes: Nigel Mansell  (Williams Renault)
- 1998 –  luxemburgi nagydíj, Nürburgring - Győztes: Mika Häkkinen (McLaren Mercedes)
- 2009 –  szingapúri nagydíj, Singapore - Győztes: Lewis Hamilton  (McLaren Mercedes)
- 2015 –  japán nagydíj, Suzuka Circuit - Győztes: Lewis Hamilton  (Mercedes)

## Születések
- 1275 – II. János brabanti herceg († 1312)
- 1389 – Idősebb Cosimo Firenze fejedelme, a Medici-család fejedelmi ágának alapítója († 1464)
- 1533 – Báthory István erdélyi fejedelem, Lengyelország királya († 1586)
- 1601 – XIII. Lajos francia király († 1643)
- 1627 – Jacques-Bénigne Bossuet francia író, hitszónok († 1704)
- 1677 – Johann Gabriel Doppelmayr német csillagász, matematikus, térképész († 1750)
- 1772 – Kisfaludy Sándor magyar költő († 1844)
- 1783 – I. Ágoston mexikói császár († 1824)
- 1814 – Kovács Sebestény Endre orvos, sebész, az MTA tagja († 1878)
- 1832 – Torma Zsófia erdélyi régésznő, a világ első női régésze († 1899)
- 1843 – Gaston Tarry francia matematikus († 1913)
- 1854 – Alois Lexa von Aehrenthal gróf, osztrák politikus, 1906–12-ig az Osztrák–Magyar Monarchia külügyminisztere († 1912)
- 1855 – Paul Émile Appell francia matematikus († 1930)
- 1864 – Andrej Hlinka szlovák pap, politikus († 1938)
- 1871 – Grazia Deledda Nobel-díjas szardíniai író († 1936)
- 1905 – Pless László Kossuth-díjas karmester († 1974)
- 1909 – Amerigo Tot (Tóth Imre), magyar szobrászművész, élete nagy részét Olaszországban töltötte († 1984)
- 1913 – Albert Ellis amerikai pszichológus († 2007)
- 1919 – Jayne Meadows amerikai színésznő († 2015)
- 1921 – Jancsó Miklós kétszeres Kossuth-díjas magyar filmrendező († 2014)
- 1922 – Arthur Penn amerikai filmrendező († 2010)
- 1924 – Josef Škvorecký cseh író, publicista († 2012)
- 1937 – Vaszil Vasziljovics Durdinec ukrán politikus
- 1943 – Randy Bachman a Bachman-Turner Overdrive zenekar vezetője
- 1947 – Meat Loaf Grammy-díjas amerikai rockénekes, színész († 2022)
- 1947 – Kaltenbach Jenő magyar jogász
- 1947 – Maros Gábor magyar színész, énekes († 2022)
- 1949 – Huzella Péter Kossuth-díjas zeneszerző, gitáros-énekes
- 1950 – Cary-Hiroyuki Tagawa japán származású amerikai színész, filmproducer, harcművész
- 1951 – Baczakó Péter magyar súlyemelő, olimpiai bajnok († 2008)
- 1958 – Shaun Cassidy amerikai színész, énekes
- 1959 – Demcsák Ottó Harangozó Gyula-díjas magyar táncművész, koreográfus, a Sopron Balett vezetője, a Győri Balett örökös tagja
- 1962 – Fodor Gábor jogász, SZDSZ-politikus, a Fidesz egyik alapító tagja
- 1965 – Magyar Attila magyar színész, rendező, író
- 1966 – Stekovics Gáspár magyar festő, képzőművész, fotográfus.
- 1968 – Horváth Ákos magyar színész
- 1972 – Gwyneth Paltrow Oscar-díjas amerikai színésznő
- 1974 – Fehér Tímea magyar színésznő
- 1974 – Steinkohl Erika magyar színésznő
- 1976 – Francesco Totti az AS Roma labdarúgója
- 1979 – Görög Zita magyar fotómodell, műsorvezető, színésznő
- 1979 – Horváth Zoltán válogatott kosárlabdázó († 2009)
- 1982 – Darrent Williams amerikai NFL-játékos († 2007)
- 1984 – Avril Lavigne kanadai énekesnő, dalszerző, színésznő, modell
- 1984 – Johan Libéreau francia színész
- 1986 – Márton Imola magyar dramaturg, a sepsiszentgyörgyi M Studio művészeti vezetője, a debreceni Csokonai Színház dramaturgja
- 1986 – Priskin Tamás magyar válogatott labdarúgó
- 1989 – Pak Thehvan dél-koreai olimpiai bajnok úszó
- 1994 – Burján Csaba olimpiai bajnok magyar rövidpályás gyorskorcsolyázó
- 2001 – Tocuka Júto japán snowboard versenyző
- 2002 – Jenna Ortega amerikai színésznő

## Halálozások
- 1249 – VII. Rajmund toulouse-i gróf (* 1197)
- 1399 – Maternus erdélyi püspök
- 1709 – Bottyán János (Vak Bottyán), Rákóczi tábornoka (* 1643 körül - halála 1709 szeptember 26. vagy 27.).).
- 1838 – Bernard Courtois francia gyógyszerész, kémikus a jód felfedezője (* 1777)
- 1891 – Ivan Alekszandrovics Goncsarov orosz író (* 1812)
- 1909 – Donáth Gyula magyar szobrászművész (* 1850)
- 1916 – Valentin Magnan francia pszichiáter (* 1835)
- 1917 – Edgar Degas francia impresszionista festőművész (* 1834)
- 1921 – Engelbert Humperdinck német zeneszerző (* 1854)
- 1922 – Apáthy István magyar zoológus (* 1863)
- 1940 – Székely Aladár (er. Bleyer Aladár) fotóművész (* 1870)
- 1944 – Aristide Maillol francia szobrász, festőművész, grafikus (* 1861)
- 1953 – Hans Fritzsche, Az NSDAP tagjaként a Birodalmi Népművelési és Propagandaminisztérium sajtóosztályának a hírszolgálati vezetője. A nürnbergi per egyik fővádlottja. (* 1900)
- 1965 – Clara Bow amerikai színésznő (* 1905)
- 1975 – Mark Frechette amerikai színész (Antonioni: „Zabriskie Point”) (* 1947)
- 1976 – Somogyvári Rudolf kétszeres Jászai Mari-díjas magyar színművész, filmszínész (* 1916)
- 1983 – Ben Carruthers amerikai színész (* 1936)
- 1986 – Ruttkai Éva Kossuth-díjas magyar színművésznő, filmszínésznő (* 1927)
- 1986 – Cliff Burton (er. Clifford Lee Burton) amerikai basszusgitáros (Metallica) (* 1962)
- 1992 – Hermann Neuberger német újságíró, sportvezető, a FIFA alelnöke (* 1919)
- 2003 – Jean Lucas francia autóversenyző (* 1917)
- 2006 – Fülöp Mihály kétszeres világbajnok tőrvívó (* 1936)
- 2010 – Trevor Taylor (Trevor Patrick Taylor) brit autóversenyző (* 1936)
- 2011 – Makovecz Imre Kossuth-díjas magyar építész (* 1935)
- 2013
  - Kárpáti Ferenc hivatásos katonatiszt, honvédelmi miniszter (1985–1990) (* 1926)
  - Tuncel Kurtiz török színész (* 1936)
- 2017 – Hugh Hefner amerikai sajtómágnás, a Playboy magazin kitalálója (* 1926)
- 2019 – Szekó József magyar mérnök, politikus, országgyűlési képviselő, Mohács polgármestere (* 1954)
- 2024 – Maggie Smith kétszeres Oscar-díjas angol színésznő (* 1934)

## Nemzeti ünnepek, emléknapok, világnapok
- A Turizmus és Idegenforgalom Világnapja (1980 óta)
- A Belgiumi Francia Közösség ünnepe